# Cenotafio de Andrés Bello
El Cenotafio de Andrés Bello es un monumento dedicado a Andrés Bello; este fue un escritor y político Caraqueño, que destacó como uno de los mentores del Libertador Simón Bolívar y por colaborar con el proceso independentista de Venezuela, sirviendo como diplomático de los patriotas en Londres. Colaboró con los gobernantes de Chile, fundador de la Universidad de Chile. 
Se localiza en el Panteón nacional de Venezuela en la parroquia Altagracia una de las 22 que conforman el municipio libertador de Caracas en el Distrito Capital al centro norte de Venezuela. Se trata de un cenotafio o tumba vacía realizada por el escultor hispano-venezolano Manuel de la Fuente. Es de estilo Moderno con una figura en relieve y se encuentra en la nave derecha del edificio.
El estado venezolano decidió realizar un cenotafio debido a que sus restos fueron sepultados en un cementerio en la ciudad de Santiago en Chile, país donde murió y realizó buena parte de su obra como jurista, maestro universitario y escritor.